# Listă de dramaturgi azeri
Aceasta este o listă de dramaturgi azeri în ordine alfabetică:

## A
- Suleyman Sani Akhundov
- Sakina Akhundzadeh
- Hamid Arzulu

## B
- Vidadi Babanli

## D
- Djafar Djabbarli

## H
- Abdurrahim bey Hagverdiyev

## I
- Magsud Ibrahimbeyov
- Mirza Ibrahimov

## J
- Jafar Jabbarly
- Huseyn Javid

## M
- Afag Masud

## O
- Mammed Said Ordubadi

## R
- Nigar Rafibeyli
- Natig Rasulzadeh
- Suleyman Reshidi
- Rasul Rza
- Anar Rzayev

## S
- Abbas Sahhat
- Huseyngulu Sarabski

## V
- Najaf bey Vazirov

## Vezi și
- Listă de scriitori azeri
- Listă de dramaturgi